# Nizozemsko na Letních olympijských hrách 1964
Nizozemsko na Letních olympijských hrách 1964 v japonském Tokiu reprezentovala výprava 125 sportovců, z toho 105 mužů a 20 žen ve 12 sportech.

## Medailisté
| Medaile | Jméno                                                                                    | Sport      | Disciplína                            |
| ------- | ---------------------------------------------------------------------------------------- | ---------- | ------------------------------------- |
| Zlato   | Anton Geesink                                                                            | Judo       | Muži bez rozdílu hmotnosti            |
| Zlato   | Bart Zoet Jan Pieterse Evert Dolman Gerben Karstens                                      | Cyklistika | Muži časovka družstev                 |
| Stříbro | Anton Geurts Paul Hoekstra                                                               | Kanoistika | Muži K2 1 000 m                       |
| Stříbro | Steven Blaisse Ernst Veenemans                                                           | Veslování  | Muži dvojka bez kormidelníka          |
| Stříbro | Ada Kok                                                                                  | Plavání    | Ženy 100 m motýlek                    |
| Stříbro | Corrie Winkel Klenie Bimolt Ada Kok Erica Terpstra                                       | Plavání    | Ženy štafeta 4 × 100 m polohový závod |
| Bronz   | Cor Schuuring Henk Cornelisse Gerard Koel Jaap Oudkerk                                   | Cyklistika | Muži 4 000 m stíhací závod (družstva) |
| Bronz   | Jan Justus Bos Erik Hartsuiker Herman Rouwé                                              | Veslování  | Muži dvojka s kormidelníkem           |
| Bronz   | Jan van de Graaff Robert van de Graaf Marius Klumperbeek Lex Mullink Freek van de Graaff | Veslování  | Muži čtyřka s kormidelníkem           |
| Bronz   | Winnie van Weerdenburg Erica Terpstra Pauline van der Wildt Toos Beumer                  | Plavání    | Ženy štafeta 4 × 100 m volný způsob   |